# 克罗夏
克罗夏（義大利語：Crosia），是意大利科森扎省的一个市镇。总面积21.43平方公里，人口9452人，人口密度441.1人/平方公里（2009年）。ISTAT代码为078047。